# Ван Бюрен (окръг, Тенеси)
Окръг Ван Бюрен (на английски: Van Buren County) е окръг в щата Тенеси, Съединени американски щати. Площта му е 712 km², а населението – 5508 души (2000). Административен център е град Спенсър.